# Petyr Abraszew
Petyr Penczew Abraszew (bułg. Петър Пенчев Абрашев; ur. 4 kwietnia 1866 w Kotele, zm. 17 czerwca 1930 w Sofii) – bułgarski polityk i prawnik, minister handlu i rolnictwa (1902-1903), minister sprawiedliwości (1911-1913), deputowany do Zwyczajnego Zgromadzenia Narodowego 12. (1902–1903) i 15. (1911-1913) kadencji.

## Życiorys
Syn Penczo Abraszewa. Ukończył szkołę średnią w Mikołajowie, na Ukrainie, a następnie w 1887 rozpoczął studia prawnicze na uniwersytecie w Odessie. W 1890 został usunięty ze studiów za prowadzenie działalności rewolucyjnej. Wyjechał z Rosji i w 1891 dokończył studia prawnicze na uniwersytecie w Genewie. Po powrocie do kraju pracował jako sędzia w Razgradzie, Warnie, Ruse i w Sofii. W 1895 przeniósł się do Sofii i podjął pracę w zawodzie adwokata. Od 1901 był wykładowcą Wydziału Prawa Uniwersytetu Sofijskiego, od 1925 kierował Katedrą Prawa Cywilnego. Prowadził także wykłady na Wolnym Uniwersytecie Nauk Politycznych i Ekonomicznych. Był autorem pierwszego bułgarskiego podręcznika prawa cywilnego procesowego. Od 1922 członek Bułgarskiej Akademii Nauk.

## Działalność polityczna
W początkach XX w. Abraszew związał się z Partią Postępowo-Liberalną. W 1902 objął stanowisko ministra handlu i rolnictwa w gabinecie Stojana Danewa. W 1911 objął kierownictwo resortu sprawiedliwości w gabinecie Iwana Geszowa. W 1923, w czasie rządów Aleksandra Stambolijskiego Abraszew stanął przed sądem oskarżony o udział w rządzie, który odpowiadał za klęskę w II wojnie bałkańskiej. Spędził rok w więzieniu, opuścił je w czerwcu 1924 na mocy amnestii.
W 1995 nakładem wydawnictwa Marin Drinow ukazał się Dziennik Abraszewa (Дневник), w opracowaniu Petyra Swiraczewa, przedstawiający działalność Abraszewa w latach 1911-1913.

## Publikacje
- 1909: Южнославянският пансион на Т. Н. Минков в Николаев. Спомени
- 1910-1918: Гражданско съдопроизводство. Лекции (trzy tomy)
- 1927: Охранително съдопроизводство
- 1995: Дневник